# 井上正大
井上 正大（いのうえ まさひろ、1989年〈平成元年〉3月20日 - ）は、日本の俳優。神奈川県横浜市緑区出身。株式会社AICライツ代表取締役社長。

## 来歴
プロ野球選手を目指していたが、大学浪人をしてでもプロ野球に行きたいと考え、予備校に通いながらも草野球をやっていた。自身に何か新しい要素を取り入れようと渋谷に出かけ、スカウトされたことがきっかけで芸能界入り。2008年6月、ミュージカル『ミュージカル・テニスの王子様』にて、俳優デビュー。
2009年1月、平成仮面ライダー10作記念作品『仮面ライダーディケイド』にて門矢士 / 仮面ライダーディケイド役で連続テレビドラマ初出演・初主演を飾り、同年5月に公開された『劇場版 超・仮面ライダー電王&ディケイド NEOジェネレーションズ 鬼ヶ島の戦艦』で映画初出演、同年8月に公開された『劇場版 仮面ライダーディケイド オールライダー対大ショッカー』で映画初主演を飾る。
2010年1月、『TAXMEN』にてニコ役で安田顕とダブル主演を務めた。2012年、『仮面ライダー×スーパー戦隊 スーパーヒーロー大戦』にて3年振りに門矢士 / 仮面ライダーディケイド役で主演を務めた。同作は、スーパー戦隊シリーズ『海賊戦隊ゴーカイジャー』の主演・小澤亮太とのW主演作である。
2015年4月から9月にかけて、『牙狼〈GARO〉-GOLD STORM- 翔』にてジンガ役を演じた。2018年1月公開の映画『牙狼-GARO- 神ノ牙-KAMINOKIBA-』でも同役を演じ、同年10月から12月まで放送されたテレビシリーズ『神ノ牙-JINGA-』では、主演を務めた。
2022年9月30日、15年間所属したボックスコーポレーションを退社。2023年1月9日、アニメ制作会社AICライツの代表取締役に就任したことが発表された。同年、同社制作のYouTube特撮ドラマ「華衛士F8ABA6ジサリス」でプロデューサーと主演を務めた。

## 人物
趣味はテコンドー、ゴルフ、レザークラフト。特技は野球、テニス、水泳。股下は90センチメートル。テコンドー初段である。
プライベートでは、2016年10月3日にジェイミー夏樹と結婚。同年12月19日に結婚と翌年春に第1子が誕生予定であることを発表。2017年4月17日に第1子男児の誕生を報告。2020年5月8日に離婚を発表した。

## 最強スポーツ男子頂上決戦
第5回大会（2015年12月23日放送）
モンスターボックスでは初挑戦で16段をマークし、ザ・フェンスでも好タイムを残したが、ヘビープレスとハードジャンパーで予選敗退を喫し、4種目終了時点で総合9位とパワーウォール進出をあと少しのところが逃した。
第6回大会（2016年10月10日放送）
モンスターボックスでは自己記録の17段を樹立し、ジャイアントクリフは決勝進出を果たし4位となるが、ヘビープレスでは才川コージに敗れ、ハードジャンパーでは予選で佐野岳との仮面ライダー対決に敗退。4種目終了時点で2種目続けて予選で佐野岳に敗れ、総合9位でまたもパワーウォールまであと一歩のところで脱落となった。
最強スポーツ男子頂上決戦
| 大会  | 放送日         | 総合順位 |
| ----- | -------------- | -------- |
| 第5回 | 2015年12月23日 | 9位      |
| 第6回 | 2016年10月10日 | 9位      |

## 出演

### テレビドラマ
- 仮面ライダーシリーズ（テレビ朝日）
  - 仮面ライダーディケイド（2009年1月25日 - 8月30日） - 主演・門矢士 役[18]
  - 仮面ライダーG（2009年1月31日） - 仮面ライダーディケイドの声 役
  - 仮面ライダーウィザード 第52・53話（2013年9月22日・29日） - 門矢士 / 仮面ライダーディケイド 役
  - 仮面ライダージオウ EP13 - LAST（2018年12月2日 - 2019年8月25日） - 門矢士 / 仮面ライダーディケイド 役（友情出演）[19]
- 侍戦隊シンケンジャー 第21話（2009年7月21日、テレビ朝日） - 門矢士 役
- 偉人の来る部屋 第2話（2009年10月12日、TOKYO MX・テレビ神奈川） - 宮本武蔵 役
- アンタッチャブル〜事件記者・鳴海遼子〜 第5話（2009年11月13日、朝日放送・テレビ朝日） - 高城健 役
- TAXMEN（2010年1月11日 - 3月29日、TOKYO MX / テレビ神奈川） - 主演・ニコ 役（安田顕とW主演）
- プロゴルファー花（2010年4月8日 - 7月8日、読売テレビ・日本テレビ） - 今出川順 役
- ジョーカー 許されざる捜査官（2010年7月13日 - 9月14日、フジテレビ） - 武本寛治 役
- フリーター、家を買う。（2010年10月19日 - 12月21日、フジテレビ） - 手島信二 役
- ハンチョウ〜神南署安積班〜 シリーズ4 〜正義の代償〜 第6話（2011年5月16日、TBS） - 西田優太 役
- IS〜男でも女でもない性〜（2011年7月18日 - 9月19日、テレビ東京） - 伊吹憲次 役
- 放課後はミステリーとともに 第9・10話（2012年6月18日・25日、TBS） - 八木広明 役
- 青空の卵（2012年7月28日 - 9月29日、BS朝日） - 主演・坂木司 役（阿久津愼太郎とW主演）
- ぼくの夏休み 第26話 - 最終話（2012年8月6日 - 31日、東海テレビ） - 主演・青山和也 役[20]
- 大!天才てれびくん（2012年11月13日 - 12月4日、NHK Eテレ） - 坂本大介 役
- 神様のイタズラ 第1話（2013年2月4日、BS-TBS） - 宇田川太一 役
- ホラー アクシデンタル 第3話「夜の果てへの旅」（2013年2月8日、フジテレビ）
- 東京特許許可局 第19話（2014年10月20日、NHK Eテレ）
- 牙狼-GARO-シリーズ
  - 牙狼〈GARO〉-GOLD STORM- 翔（2015年4月 - 9月、テレビ東京） - ジンガ 役
  - 牙狼-GARO- -魔戒烈伝- 第2話「天満月」（2015年、テレビ東京） - ジンガ 役
  - 神ノ牙-JINGA-（2018年10月5日 - 12月28日、TOKYO MX・BS11） - 主演・御影神牙 / ジンガ 役
- 男と女のミステリー時代劇 第5話「後生安楽」（2016年6月7日、BSジャパン） - 林金助 役
- 土曜ワイド劇場 深層捜査 ドクター大嶋二郎の事件日誌（2017年3月11日、テレビ朝日） - 宮原孝雄 役

### 映画
- 仮面ライダーシリーズ
  - 劇場版 超・仮面ライダー電王&ディケイド NEOジェネレーションズ 鬼ヶ島の戦艦（2009年5月1日公開） - 門矢士 役
  - 劇場版 仮面ライダーディケイド オールライダー対大ショッカー（2009年8月8日公開） - 主演・門矢士 役
  - 仮面ライダー×仮面ライダー W&ディケイド MOVIE大戦2010（2009年12月12日公開） - 主演・門矢士 / 仮面ライダーディケイド 役（桐山漣・菅田将暉とトリプル主演）[21]
  - 仮面ライダー×スーパー戦隊 スーパーヒーロー大戦（2012年4月21日公開） - 主演・門矢士 / 仮面ライダーディケイド 役（小澤亮太とW主演）[22]
  - 平成ライダー対昭和ライダー 仮面ライダー大戦 feat.スーパー戦隊（2014年3月29日公開） - 門矢士 / 仮面ライダーディケイド 役[23]
  - 平成仮面ライダー20作記念 仮面ライダー平成ジェネレーションズ FOREVER（2018年12月22日公開） - 仮面ライダーディケイドの声 役
  - 仮面ライダーガッチャード ザ・フューチャー・デイブレイク（2024年7月26日） - 門矢士 / 仮面ライダーディケイド 役[24]
- ゼブラーマン -ゼブラシティの逆襲-（2010年5月1日公開） - 浅野晋平 役
- メサイア（2011年10月15日公開） - 御津見珀 役
- リアル鬼ごっこシリーズ
  - リアル鬼ごっこ4（2012年5月19日公開） - 草野大地 役
  - リアル鬼ごっこ5（2012年5月26日公開） - 主演・草野大地 役
- 空の境界（2013年2月16日公開） - 松平駿介 役
- じんじん（2013年7月13日公開） - 高峰健 役
- 幕末奇譚 SHINSEN5 〜風雲伊賀越え〜（2013年12月21日公開） - 真田幸村 役
- テコンドー魂〜Rebirth〜（2014年2月15日公開） - 主演・一色利通 役
- 25 NIJYU-GO（2014年11月1日公開） - 真田俊也 役
- 東京PRウーマン（2014年公開） - 西島启太 役
- レプリカント・イブ（2015年12月公開） - 風間亮 役[25]
- コスメティックウォーズ（2017年3月11日公開）
- 霊眼探偵カルテット（2017年6月公開） - 杉田英二 役
- 牙狼〈GARO〉 神ノ牙-KAMINOKIBA-（2018年1月6日公開） - ジンガ 役
- RYOMA 空白の三か月（2018年8月4日公開） - 主演・坂本龍馬、坂本亮太 役（二役）
- 星野先生は今日も走る（2026年度公開予定）[26]

### ウェブドラマ
- 仮面ライダーシリーズ
  - ネット版 仮面ライダーディケイド オールライダー超スピンオフ（2009年） - 門矢士 役
  - 仮面ライダーディケイド オールライダー対しにがみ博士（2009年） - 仮面ライダーディケイドの声 役
  - 仮面ライダージオウ 補完計画 14.5話（2018年12月9日、東映特撮ファンクラブ） - 門矢士 役
  - RIDER TIME 仮面ライダージオウ VS ディケイド／7人のジオウ！（2021年2月9日 - 21日、TELASA） - 主演・門矢士 / 仮面ライダーディケイド 役[27]（奥野壮とW主演[28]）
  - RIDER TIME 仮面ライダーディケイド VS ジオウ ディケイド館のデス・ゲーム（2021年2月9日 - 21日、東映特撮ファンクラブ） - 主演・門矢士 / 仮面ライダーディケイド 役[27]（奥野壮とW主演[28]）
  - 仮面ライダーガッチャードVS仮面ライダーレジェンド EPISODE 2（2023年11月26日、YouTube） - 仮面ライダーディケイドの声 役
- 夏休みの恋人〜フィルムの中の彼と彼〜（2009年8月） - 主演・金城龍治 役
- FLOWER SHOP DIARY 第3話 364本のひまわり（2009年11月、レコチョク・music.jp・dwango.jp、ユニバーサルJFilm） - シンタ 役
- DEATH GAME PARK（2010年） - 主演・岩井大吾 役
- サヨナラの恋（2010年） - 阿部亮太 役
- ブリザード（2011年） - 黒沢拓巳 役
- 春休みの恋人（2011年3月） - 主演・湯浅剛 役
- ベイビーステップ（2016年8月） - 大林良 役
- 終わらない世界（2019年3月） - 牧野 役
- グッドモーニング、眠れる獅子（2022年4月23日配信、ひかりTV）- 平賀ユウ 役[29]
- 華衛士F8ABA6ジサリス（2023年5月17日 - 7月23日、YouTube） - 主演・ジサリス 役[8] ※原作、エグゼクティブプロデューサーとしてもクレジットされている。
- ナンバーワン戦隊ゴジュウジャー アニバーサリー討論会（2025年2月9日、YouTube） - 仮面ライダーディケイド 役

### オリジナルビデオ
- 仮面ライダーディケイド 超アドベンチャーDVD 守れ!〈てれびくんの世界〉（2009年） - 主演・門矢士 役

### 舞台
- カレーライフ（2011年） - ワタル 役
- ラ・パティスリー（2012年） - 主演・市川恭也 役
- しっぽのなかまたち（2012年12月25日） - 小太郎 役
- おれの舞台（2013年） - 主演
- レプリカ（2013年） - 主演
- 博士と太郎の異常な愛情（2013年）
- 「青の祓魔師」〜青の焔覚醒編／京都不浄王編（2014年6月21日 - 29日） - 主演・奥村雪男 役
- ほしのこえ（2015年4月23日 - 27日） - 主演・寺尾昇 役（トリプルキャスト）
- スーパーダンガンロンパ2#舞台 - 超高校級の飼育委員・田中眼蛇夢 役
  - スーパーダンガンロンパ2 THE STAGE 〜さよなら絶望学園〜（2015年12月3日 - 13日）
  - スーパーダンガンロンパ2 THE STAGE 〜さよなら絶望学園〜2017（2017年3月16日 - 4月2日）
- ジアースアートネオライン-神聖創造物-（2015年12月 - 2016年1月） - 主演・笛吹芳郎 役
- 舞台「戦国BASARA」 - 片倉小十郎 役
  - 戦国BASARA4 皇（2016年1月21日 - 2月7日）
  - 戦国BASARA4 皇 本能寺の変（2016年7月1日 - 18日）
  - 戦国BASARA 関ケ原の戦い（2017年2月3日 - 19日） - 2月9日19:00回 映像出演
  - 戦国BASARA 小田原征伐（2017年8月11日 - 27日）
  - 戦国BASARA 天政奉還（2019年7月）
- 大きな虹のあとで〜不動四兄弟〜（2016年8月20日） - 客演
- 音楽劇 金色のコルダ Blue♪Sky Second Stage（2016年12月8日 - 18日） - 冥加玲士 役
- 警視庁抜刀課 vol.1（2017年5月26日 - 6月4日） - 主演・架光隼人 役（中村優一とW主演）[30]
- 牙狼<GARO> - 神ノ牙 覚醒 - GARO KAMINOKIBA MEZAME -（2017年11月29日 - 12月3日） - 主演・ジンガ 役
- 遙かなる時空の中で3（2018年12月6日 - 12月16日） - 有川将臣 役
- 『神ノ牙-JINGA-転生』～消えるのは俺じゃない、世界だ。～（2019年1月5日 - 1月14日） - 主演・ジンガ 役
- 舞台「ROAD59 -新時代任侠特区-」 （2020年12月24日 - 12月27日、なかのZERO 大ホール） - 皇賢誠 役

### ミュージカル
- ミュージカル・テニスの王子様 The Imperial Presence 氷帝feat.比嘉（2008年） - 跡部景吾 役
- MASKED RIDER LIVE&SHOW 〜十年祭〜（2009年） - 門矢士 / 仮面ライダーディケイド 役
- ミュージカル・熱帯男子2（2013年） - 主演・小太郎 役
- 音楽劇「金色のコルダ Blue♪Sky Second Stage」（2016年12月8日 - 18日） - 冥加玲士 役

### 情報番組
- 猫のひたいほどワイド（2020年4月 - 、テレビ神奈川） - 木曜MC

### CM
- 青山商事株式会社、洋服の青山 フレッシャーズスーツ（2009年）
- 大塚製薬、オロナミンCドリンク 親子でチャレンジ宣言（2009年） - 仮面ライダーディケイド（門矢士の声） 役
- Paravi ドラマだけは、負けたくない。 挑戦篇（2019年）
- 機動戦隊アイアンサーガ（2020年）[31]

### ゲーム
- 仮面ライダーバトル ガンバライド（2009年、アーケード） - 仮面ライダーディケイド 役
  - 仮面ライダーバトル ガンバライド カードバトル大戦（2010年7月29日、DS）
  - 仮面ライダーバトル ガンバライジング（2013年、アーケード）
  - 仮面ライダーバトル ガンバレジェンズ（2023年、アーケード）
- 仮面ライダー クライマックスヒーローズ シリーズ - 仮面ライダーディケイド 役
  - 仮面ライダー クライマックスヒーローズ（2009年8月6日、PS2） - 仮面ライダーディケイド / 仮面ライダーダークディケイド 役
  - 仮面ライダー クライマックスヒーローズ W（2009年12月3日、Wii） - 仮面ライダーディケイド / 仮面ライダーダークディケイド 役
  - 仮面ライダー クライマックスヒーローズ オーズ（2010年12月2日、Wii・PSP）
  - 仮面ライダー クライマックスヒーローズ フォーゼ（2011年12月1日、Wii・PSP）
  - 仮面ライダー 超クライマックスヒーローズ（2012年11月29日、Wii・PSP）
- オール仮面ライダー ライダージェネレーション シリーズ - 仮面ライダーディケイド 役
  - オール仮面ライダー ライダージェネレーション（2011年8月4日、DS）
  - オール仮面ライダー ライダージェネレーション2（2012年8月2日、DS・PSP）
  - オール仮面ライダー ライダーレボリューション（2016年12月1日、3DS）
- 仮面ライダー バトライド・ウォー シリーズ - 仮面ライダーディケイド / 仮面ライダーディケイド 激情態 役
  - 仮面ライダー バトライド・ウォー（2013年5月23日、PS3） - 仮面ライダーディケイド 役
  - 仮面ライダー バトライド・ウォーII（2014年6月26日、PS3・Wii U）
  - 仮面ライダー バトライド・ウォー創生（2016年2月25日、PS4・PS3・PS Vita）[32][33]
- 仮面ライダー サモンライド!（2014年12月4日、PS3・Wii U） - 仮面ライダーディケイド 役
- 仮面ライダー ブットバソウル（2017年11月、アーケード） - 門矢士 / 仮面ライダーディケイド 役[34]
- 仮面ライダー クライマックスファイターズ（2017年12月7日、PS4） - 仮面ライダーディケイド 役
  - 仮面ライダー クライマックススクランブル ジオウ（2018年11月29日、Nintendo Switch）
- ROAD59 -新時代任侠区- 摩天楼モノクロ抗争（2025年9月25日、Nintendo Switch） - 皇賢誠 役[35]

### PV
- Gackt『Journey through the Decade』（2009年） - 門矢士 / 仮面ライダーディケイド 役
- GACKT『Stay the Ride Alive』（2010年） - 門矢士 役
- 音速ライン『逢いたい』（2012年）

## 作品

### シングル
- Ride the Wind（2009年） - 「門矢士（井上正大）」名義。テレビドラマ『仮面ライダーディケイド』挿入歌。

### 写真集
- 19→20（2009年、学研） ISBN 978-4-05-404089-2
- MA-TURAL（2012年、ワニブックス） ISBN 978-4-8470-4447-2

### 雑誌連載
- 井上正大のマサにヒーロー!!（2008-2010年、ダイヤモンド社）